# Kovi
Kovi (nascido em 24 de janeiro de 1957) é o nome profissional usado por um diretor húngaro de filmes, ativo entre 1995 a 2013.

## Prêmios e indicações
- 2002 AVN Award venceu – Melhor diretor, lançamento estrangeiro (The Splendor of Hell - Pirate Video DeLuxe)[2]
- 2003 Venus Award venceu - Melhor diretor (Europa)[3]